# Дунгане
Дунга́не (дунг. Хуэйзў) — синоязычный мусульманский народ, проживающий в Узбекистане, Кыргызстане, Казахстане, Китае.
В КНР также проживает более 13 млн хуэйцзу, которых часто относят к дунганам. Дунгане и уйгуры переселились в Семиречье в 1870-х годах после поражения антицинского восстания в северо-западном Китае. В СНГ дунгане наиболее широко представлены в Кыргызстане, где этот народ насчитывает приблизительно 75 тыс., или 1,4% населения республики (51 766 по переписи 1999 года), а также в Жамбылской области Казахстана (около 42 тыс. человек; 51,6 тыс. во всем Казахстане по переписи 1999 года).
В России, согласно переписи 2021 года, проживает 3028 дунган; согласно переписи 2010 года в стране проживало 1 651 дунган, что более чем вдвое выше показателя предыдущей переписи (за 2002 год) — 800.

## Этимология
Самоназвание дунган в записи современной дунганской кириллической письменностью — хуэйхуэй (ср. кит. 回回), хуэймин (кит. 回民), лохуэйхуэй (кит. 老回回) или җун-ян жын (кит. 中原人, «люди Центральной равнины»). В СССР в процессе национально-государственного размежевания в Средней Азии, начатого в 1924 году, в качестве официального наименования для синоязычных мусульман был выбран использовавшийся и ранее в русской литературе этноним «дунгане». Во внутреннем Китае это слово не было известно. В Восточном Туркестане оно стало употребляться окружающими народами в качестве названия (но не самоназвания) тех хуэйцзу, которые были массово переселены из провинций Ганьсу и Шэньси в качестве военных поселенцев — главным образом в 1871 году во время образования Илийского генерал-губернаторства с центром в Кульдже.
Собственно этноним «дунган» имеет тюркское происхождение (от тюрк. дөн-ген/dön-gen) в значении «обращённый, возвратившийся». Ахмед Заки Валиди указывал, что у Хубилая служило 150 тыс. воинов-мусульман. После крушения Юань многие мусульмане тюрко-монгольского происхождения китаизировались, то есть обратились к китайскому языку и культуре.
Тюркское слово «дунган» может быть буквальным переводом древнекитайского иероглифа «хуэй» (回, Huí), которое так же, как и в тюркских языках, означает «вращение», «возвращение», «круг».
В современной китайской литературе слова дунганьжэнь (东干人 «дунгане», дунганьцзу (东干族) «национальность дуньгань» употребляется только по отношению к дунганам СССР/стран СНГ.

## Дунганский язык
Дунга́нский язы́к относится к сино-тибетской семье языков, старинному ханьскому диалекту. Распространён главным образом в Кыргызстане, Казахстане и Узбекистане. Общее число говорящих — около 140 000 человек.

## Происхождение дунган

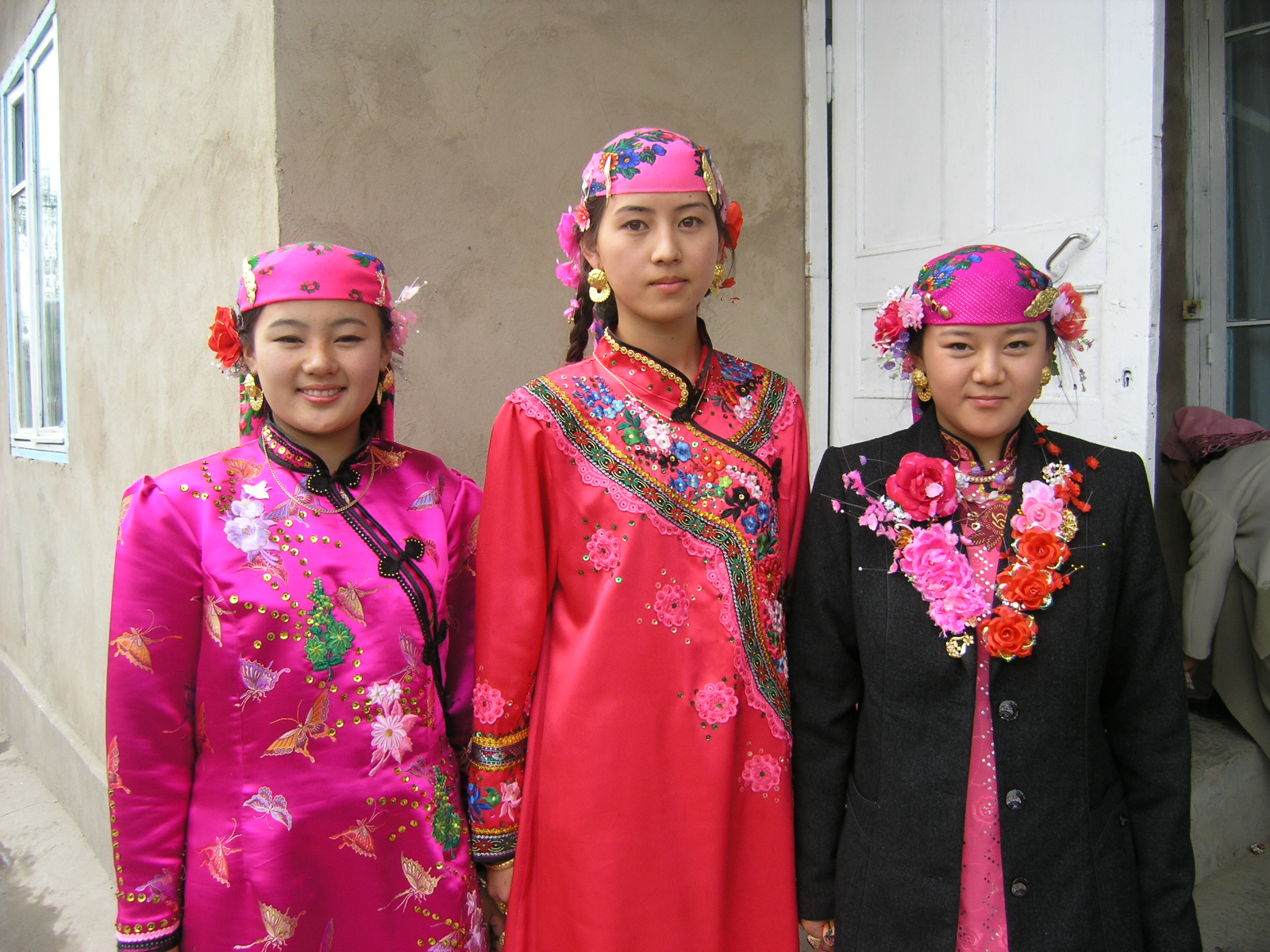
В селе Сортобе Кордайского района Жамбылской области, Казахстан

Попытки их ассимиляции китайцами на протяжении столетий, в том числе и в сравнительно недавнее время (1949—1979 гг.), были безуспешны. Среди причин живучести мусульманской общины в Китае — прежде всего их истовая вера в исламские духовные ценности, поскольку именно ислам стал основой формирования хуэй как этноса, народа. Способствовали выживанию хуэй их географическая распылённость и многоликость. С одной стороны, китайские власти не имели перед собой компактной массы мусульман, которую можно было бы расчленить и тем самым ослабить. С другой стороны, хуэй выступали одновременно и как религиозная, и как этнокультурная, а нередко — и как профессиональная группа населения. В результате у властей не было единого критерия квалификации мусульманских подданных.
Хуэй, близкие по языку и многим особенностям культуры китайцам, вне сомнения — отдельный от них этнос с чётко выраженным этнорелигиозным самосознанием, что признаётся современным китайским государством. В КНР хуэй имеют статус национального меньшинства и имеют национально-государственную автономию — Нинся-Хуэйский автономный район, сопоставимый с российским понятием края или республики. С 1979 года и до наших дней после прихода к власти „патриарха китайских реформ“ Дэн Сяопина началось возрождение ислама в Китае и восстановление связей его мусульманских народов с исламским миром, что в целом способствовало укреплению лояльности хуэй по отношению к китайскому государству. На китайский язык была переведена священная книга мусульман — Коран. Именно народ хуэй является исламским лицом одной из величайших цивилизаций мира — китайской.
С конца XVI века в связи с упадком международной торговли на северо-западных окраинах минского Китая регулярно происходили восстания хуэй как реакция на «притеснения китайских властей».
Дунгане в своём большинстве являются умелыми земледельцами, удачливыми торговцами (в прошлом — богатыми купцами), банкирами, и по праву считаются опытными бизнесменами. В период гонений и переселения хуэйцзу в Российскую империю (регионы Центральной Азии) многие были вынуждены оставить свои дома и имущество, покидая пределы Китая.

### ДНК
У дунган широко распространены Y-хромосомные гаплогруппы R1a-Z93 и O2a2*-P201* — 19 %. Далее идут Y-хромосомные гаплогруппы O2*-M122 — 13 %, Q-M242 — 10 %, J2-M172*, R1b1a1a2-M269 и O1b-P31 — 6 %.

## Расселение

### Дунгане в Казахстане
По переписи населения Казахстана 2021 года дунган в стране было 78 817 человек.

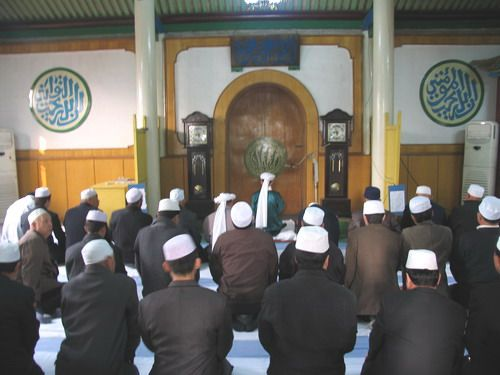
Сортобе Кордайского района Жамбылской области, Казахстан

### Дунгане в Кыргызстане

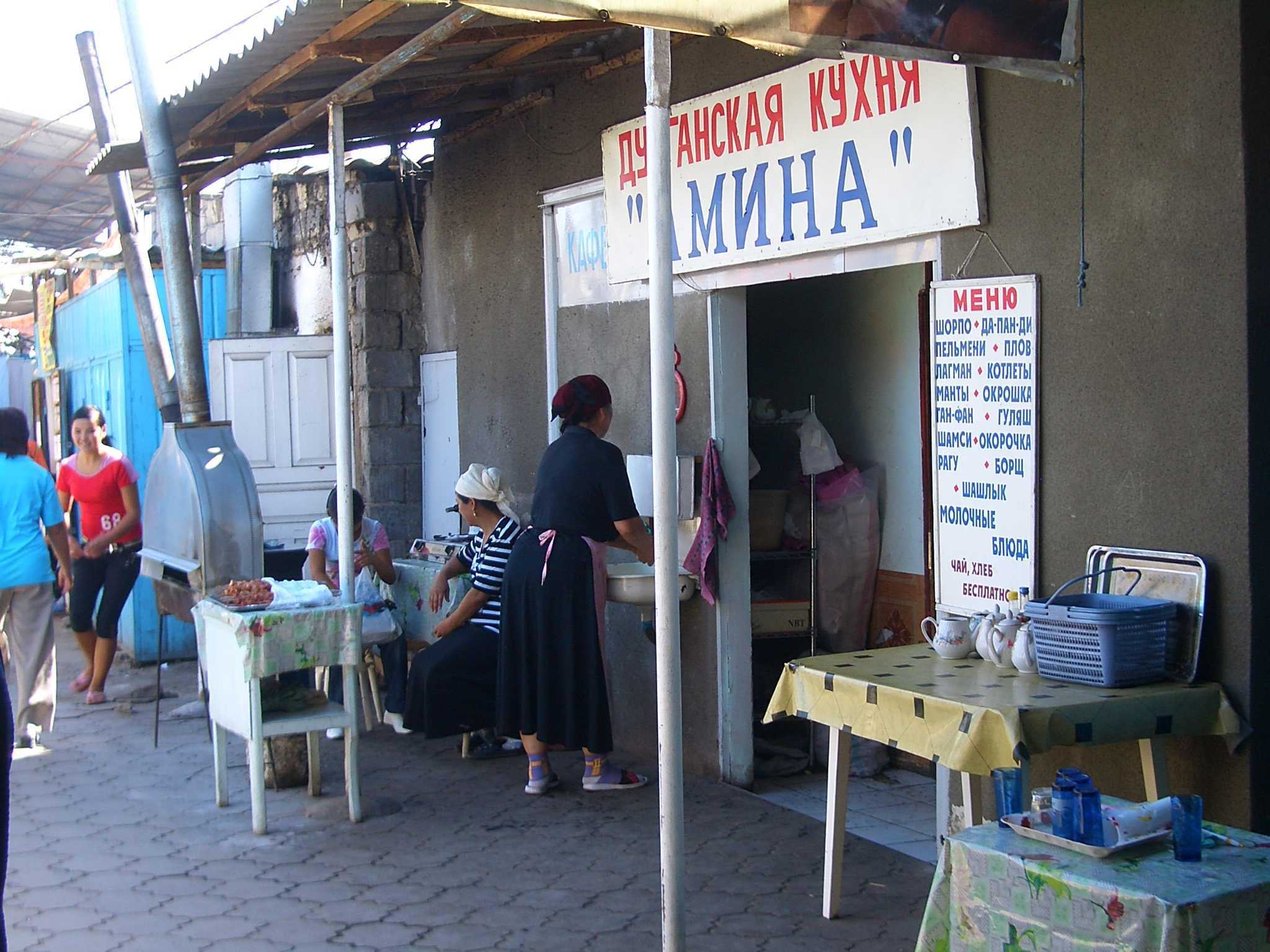
Одна из многих столовых на рынке «Дордой» в пригороде Бишкека, рекламирующих «дунганскую кухню»

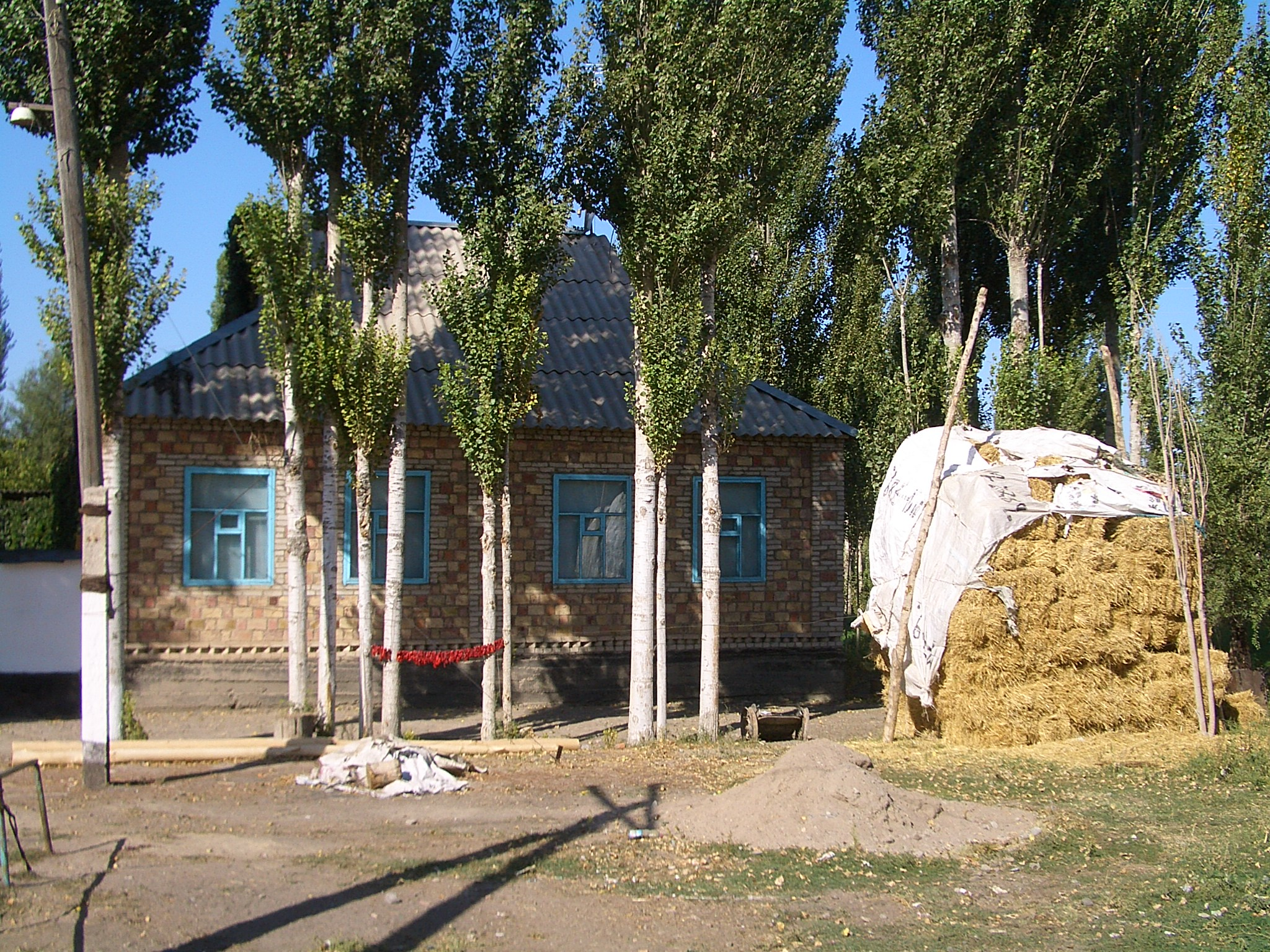
В селе Милянфан

На территории Кыргызстана существует несколько сёл компактного проживания дунган — Александровка, Ивановка, Милянфан, Кенбулун, Эрдык, Таширов. Много дунган живёт также в городах Токмаке, Караколе и Бишкеке.
Дунгане заняты в земледелии, торговле на рынках, общественном питании. В местах компактного проживания дунган в Чуйской и Иссык-Кульской областях популярны заведения общепита дунганской кухни.
На дунганском языке издана обширная художественная, публицистическая и научная литература. В Кыргызстане действует Ассоциация дунган Кыргызской Республики, на дунганском языке издается газета «Хуэймин бо», в сетке государственного радиовещания есть передачи на дунганском языке.
В Национальной академии наук Кыргызской Республики работает отдел дунгановедения.

## Культура

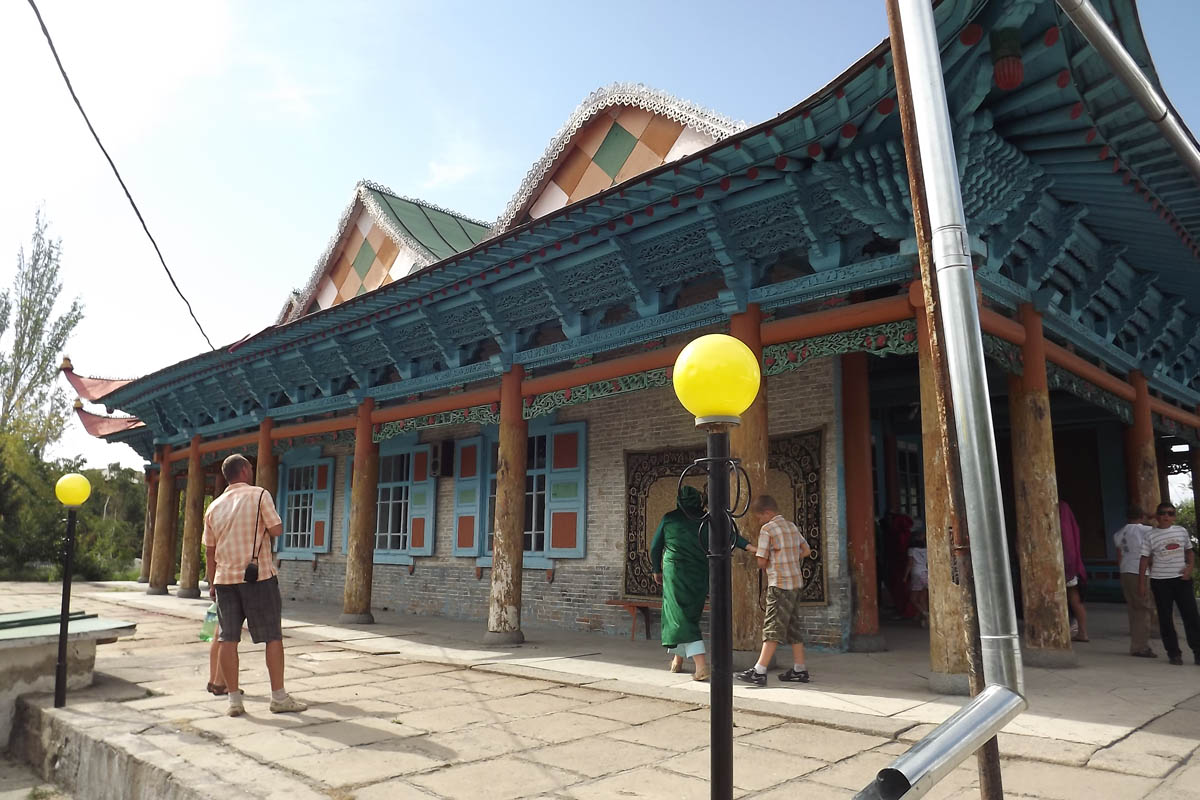
Главная мечеть Иссык-Кульской области в Караколе

Дунгане, или хуэй — мусульмане суннитского направления ханафитского мазхаба.
В областном центре Иссык-Кульской области городе Каракол сохранилась деревянная дунганская мечеть начала XX века. Мечеть построена китайскими мастерами на средства дунганской мусульманской общины. Руководил её строительством главный мастер (жын жён) — Чжоу Сы. Заготовка материала велась с 1907 года. В 1910 году мастера начали сборку мечети, которая была закончена к концу года. Для строительства использовали местный материал — тянь-шаньскую ель, тополь, вербу, берёзу. Сооружение имеет квадратную форму с прямоугольным выступом в западной части здания. Выступ языком архитектуры акцентирует святость запада как места, где находятся святыни ислама — Мекка и Медина, а также особое предназначение западной части помещения — средоточие святости. Размеры мечети в плане составляют 24,88 × 15,33 м. Высота от основания до карниза — 4,15 м. Вход в здание находится в восточной его части.

## Известные дунгане
- Ма Чжунъин — дунганский военачальник, командир 36-й дивизии НРА Китайской республики, участник Синьцзянского восстания.
- Ма Хушань — дунганский военачальник, сводный брат и последователь Ма Чжунъина. Правил южной частью Синьцзяна, получившей название «Дунганистан», в 1934—1937 годах.
- Мухаммед Аюб Биянху — один из лидеров борьбы дунган (народа хуэйцзу) против притеснений со стороны властей Цинского Китая в 1862—1877 годах, к 1868 году возглавивший дунганских повстанцев, получил от народа титул-прозвище «Тигр».
- Масанчи, Магазы — участник революционного движения, Гражданской войны, борьбы за установление Советской власти в Центральной Азии.
- Ванахун, Манзус — участник Великой Отечественной войны. Герой Советского Союза.
- Шабазов, Бахридин Валиевич — депутат Жогорку Кенеша Кыргызской Республики VII созыва от политической партии «Ишеним» (с 2021 года). Заместитель председателя Комитета по транспорту, коммуникациям, архитектуре и строительству.
- Таширов, Хайтахун — зачинатель колхозного движения в Киргизской ССР, председатель колхоза «Кызыл-Шарк» Ошской области, дважды Герой Социалистического Труда[20][21].
- Юнусов, Абдужалил Мажитович — мастер спорта СССР по самбо, мастер спорта международного класса СССР по дзюдо, Чемпион Спартакиады народов СССР 1983, четырехкратный бронзовый призер Чемпионата СССР и Чемпионата Вооружённых сил СССР. Лучший дзюдоист XX века Кыргызской Республики.
- Арли Чонтей — казахстанский тяжелоатлет, чемпион мира.
- Цунвазо Юсуп — дунганский педагог, учёный, писатель.
- Манеза, Майя — казахстанская тяжелоатлетка, чемпионка мира.
- Шиваза, Ясыр Джумазович — дунганский советский писатель.
- Хусеин Макеев — дунганский поэт, педагог.
- Чиншанло, Зульфия — казахстанская тяжелоатлетка, чемпионка мира.
- Фархад Ибрагимович Харки — казахстанский тяжёлоатлет. Призёр олимпиады 2016 года.
- Баяхунов, Бакир Яхиянович — казахстанский композитор и педагог.

## Галерея

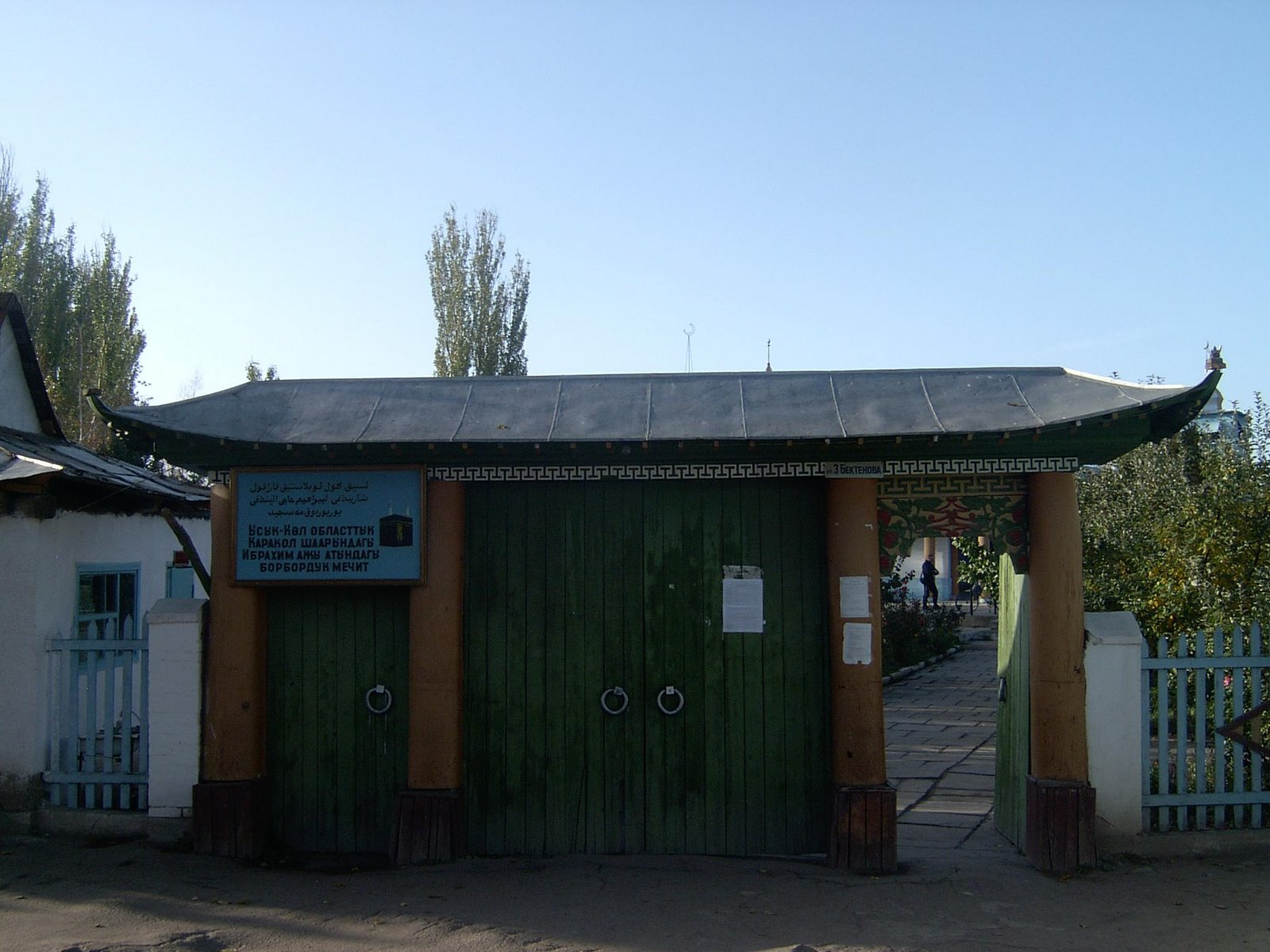
Ворота Дунганской мечети в Караколе, Кыргызстан. Верхний текст на знаке представляет собой частично уйгурский перевод кыргызского названия мечети на уйгурский арабский алфавит: Исик-кёль областтык Каракол шариндаги Ибрагим Хаджи атиндаги борбордук масджид. Нижний текст — киргизский язык в кириллице: Ысык-Көл областтык Каракол Шаарындагы Ибрагим Ажы атындагы борбордук мечит —Центральная мечеть имени Ибрагима Хаджи в городе Каракол, область Иссык-Куля
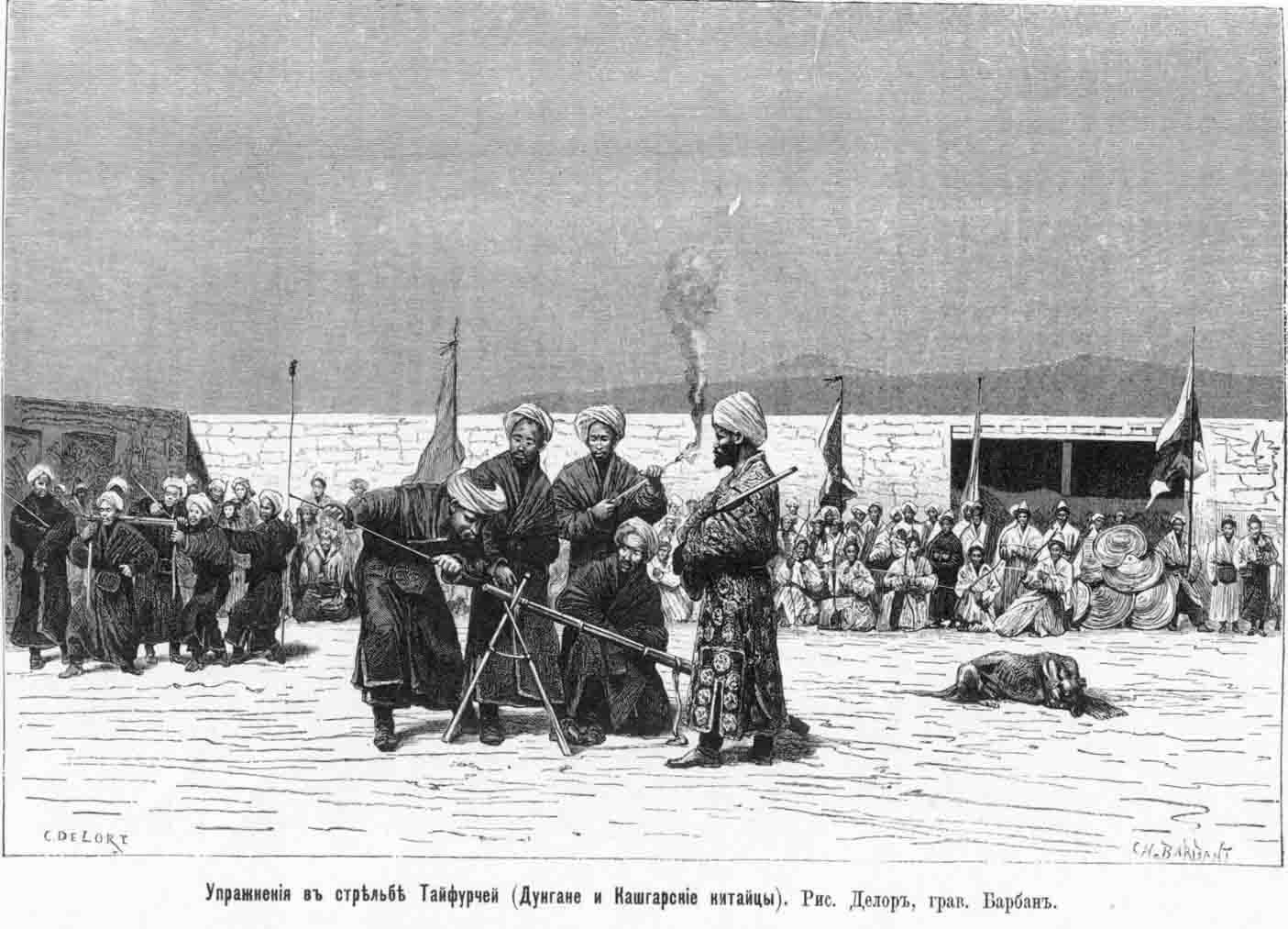
«Учения по стрельбе тайфурчей. Дунганцы и кашгарские китайцы». Французская гравюра периода правления Якуб-бека
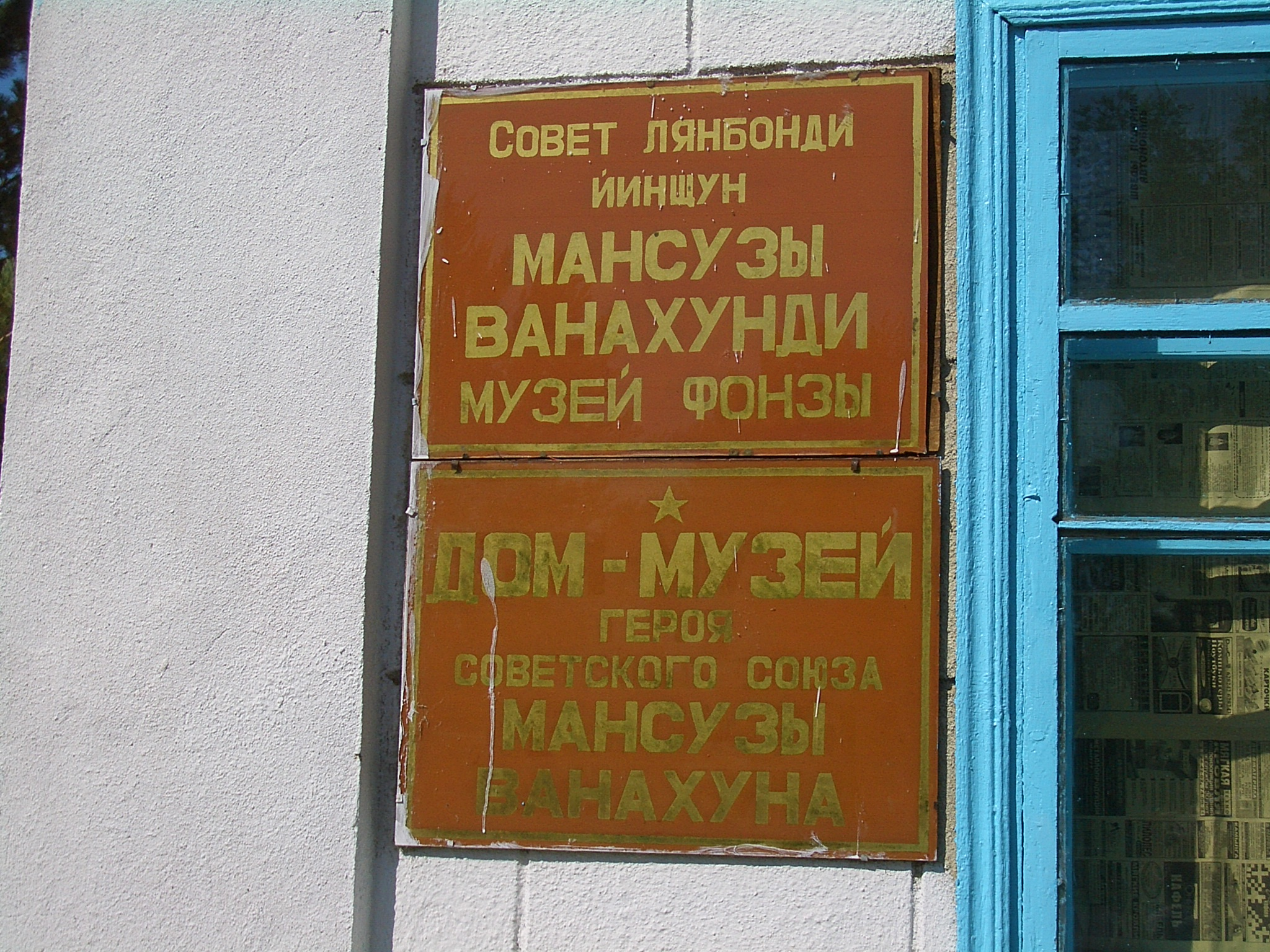
Музей Ванахуна
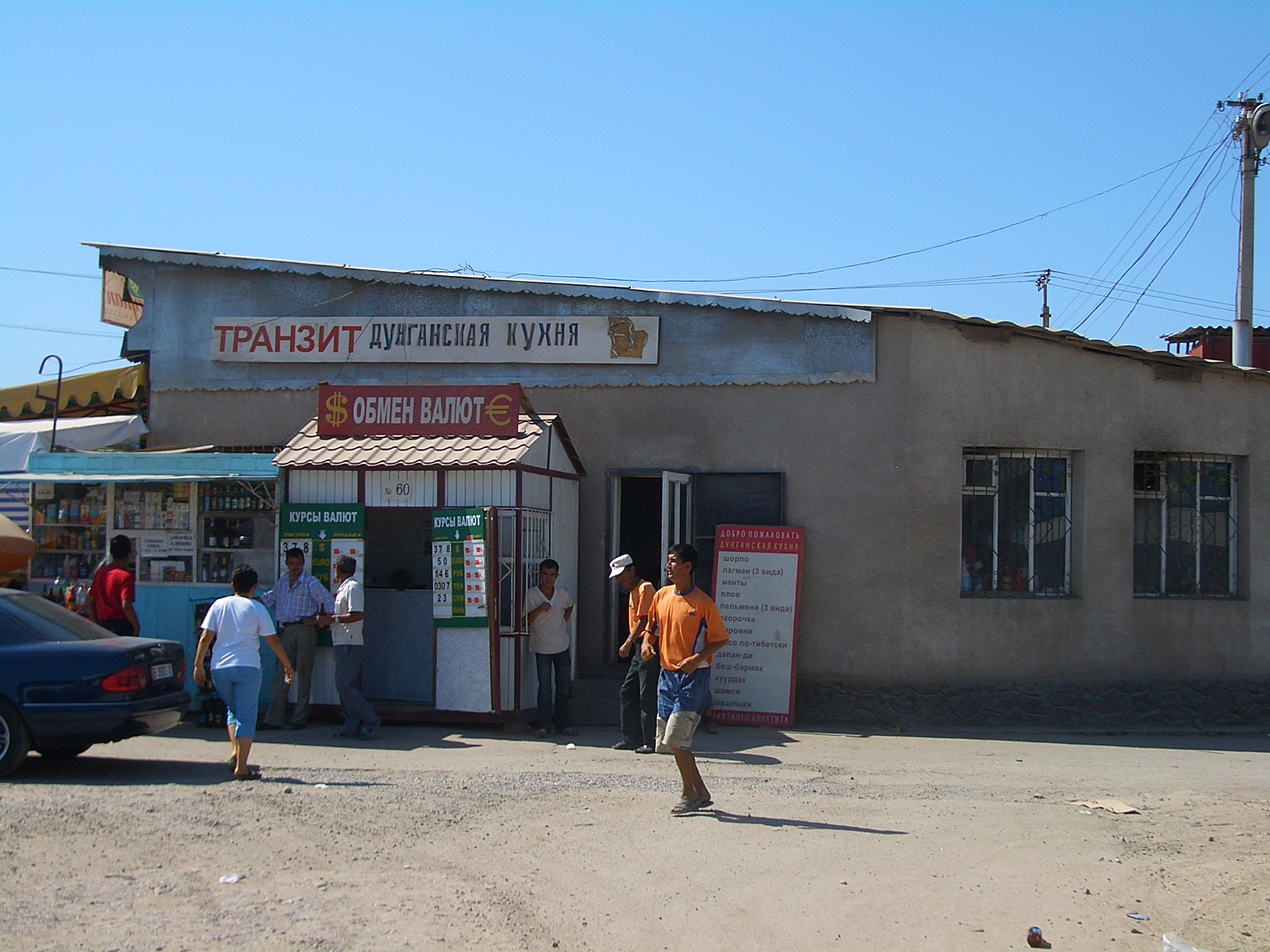
Многие рестораны в Бишкеке рекламируют «дунганскую кухню»
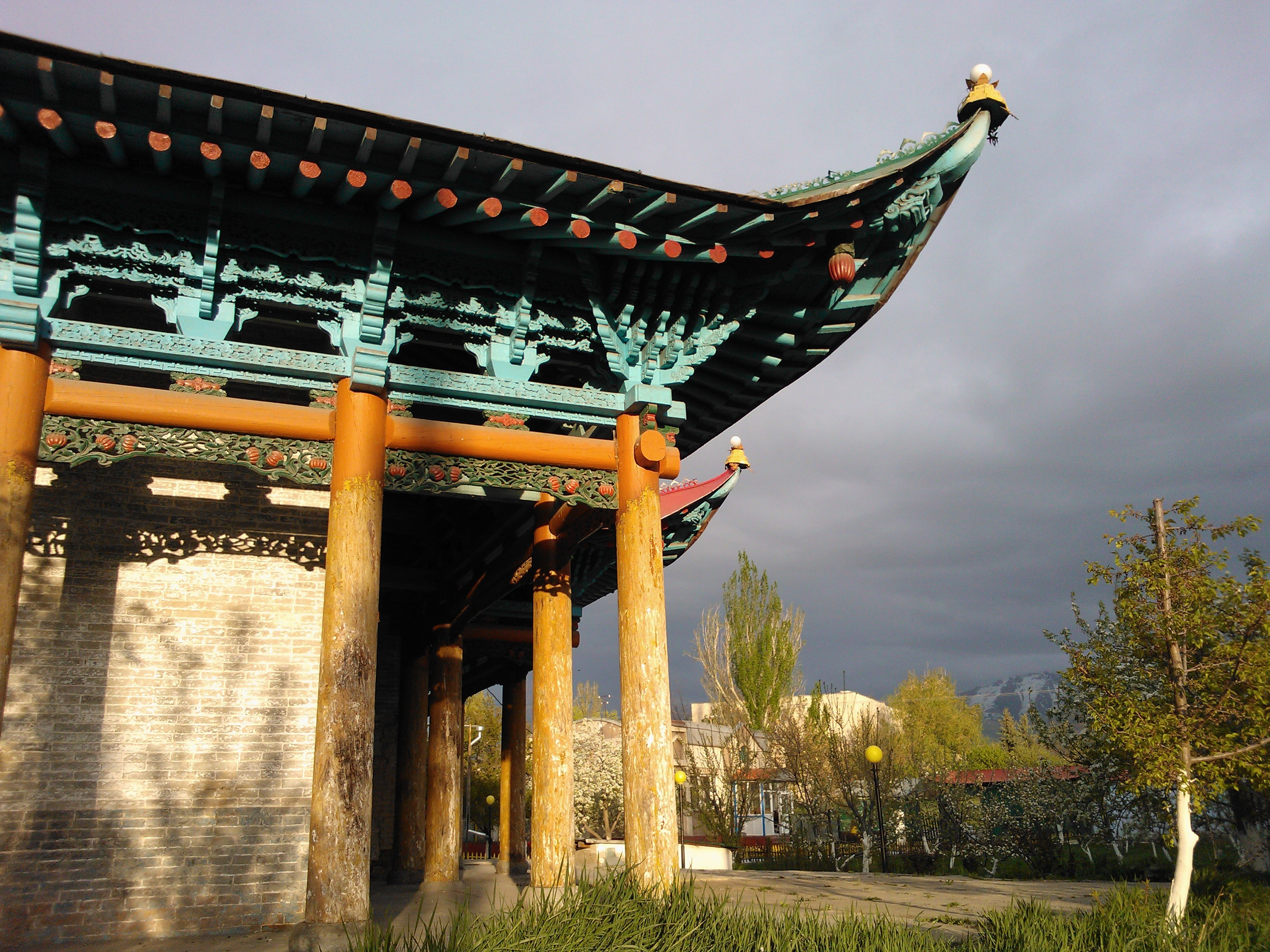
Дунганская мечеть в Караколе, Кыргызстан